# Salvitelle
Salvitelle (Salvëtèllë in campano) è un comune italiano di 467 abitanti della provincia di Salerno in Campania.

## Geografia fisica
Il comune è situato sulle pendici meridionali del gruppo montuoso Eremita - Marzano, nell'Appennino Lucano. È posto in posizione dominante rispetto al Vallo di Diano.
- Classificazione sismica: zona 1 (sismicità alta), Ordinanza PCM. 3274 del 20/03/2003.

## Storia
Dal 1811 al 1860 ha fatto parte del circondario di Caggiano, appartenente al distretto di Sala del regno delle Due Sicilie.
Dal 1860 al 1927, durante il regno d'Italia ha fatto parte del mandamento di Caggiano, appartenente al circondario di Sala Consilina.

## Monumenti e luoghi d'interesse
- Cappella di San Sebastiano (1557-1558)
- Chiesa del SS. Rosario (1740)
- Chiesa di Santo Spirito (1800)
- Palazzo Baronale
- Palazzo Grassibelli (1730)
- Palazzo Mucci
- Palazzo Romanzi
- Palazzo Briganti-Bonavoglia

## Società

### Evoluzione demografica
Abitanti censiti

### Etnie e minoranze straniere
Al 1º gennaio 2018 a Salvitelle risultano residenti 8 cittadini stranieri, pari all'1,5% della popolazione

### Religione
La maggioranza della popolazione è di religione cristiana di rito cattolico; il comune appartiene alla forania di Caggiano dell'arcidiocesi di Salerno-Campagna-Acerno con una parrocchia:
- Santo Spirito.

## Geografia antropica

### Agglomerati urbani
In base allo statuto comunale di Salvitelle, oltre al paese gli altri agglomerati urbani sono:
- Destra-San Marco;
- Dovina, 29 abitanti, 435 m s.l.m..
- Fontanelle-Chiuse-San Giorgio-Zia Domenica;
- Scoria, 26 abitanti, 443 m s.l.m.;
- Taverna Barone-San Nicola;
- Taverna Romanzi-Fontana di Marco-Don Gregorio;

## Infrastrutture e trasporti

### Strade
- Strada Regionale 94/b Innesto ex SS 19/ter(loc. Mattine di Auletta)-Auletta-SS 19;
- Strada Regionale 407/b Innesto SP 355(Canne)-bivio stazione Buccino-Innesto SS 19/ter(Ponte Tanagro)-confine provincia ponte Romagnano;
- Strada Provinciale 341 Innesto ex SS 19/ter-Caggiano-Salvitelle-Innesto ex SS 94, principale asse viario di accesso al paese;
- Strada Provinciale 427 Innesto SS 94 (Salvitelle-Braida).
- Strada Provinciale 286 Piazza Inferiore-Salvitelle centro, in via di declassificazione.

### Ferrovie
- Stazione di Romagnano-Vietri-Salvitelle sulla ferrovia Battipaglia-Potenza-Metaponto

## Amministrazione

### Sindaci
| Periodo        | Periodo        | Primo cittadino         | Partito                         | Carica  | Note |
| -------------- | -------------- | ----------------------- | ------------------------------- | ------- | ---- |
| 23 aprile 1995 | 13 giugno 1999 | Geremia Stanco          | centro-sinistra                 | Sindaco |      |
| 13 giugno 1999 | 12 giugno 2004 | Geremia Stanco          | centro                          | Sindaco |      |
| 13 giugno 2004 | 25 maggio 2014 | Domenico Nunziata       | lista civica                    | Sindaco |      |
| 25 maggio 2014 | 26 maggio 2019 | Raffaele Manzella       | lista civica Impegno e Sviluppo | Sindaco |      |
| 26 maggio 2019 | in carica      | Maria Antonietta Scelza | lista civica Noi per Salvitelle | Sindaco |      |

### Altre informazioni amministrative
Il comune fa parte della Comunità montana Tanagro - Alto e Medio Sele.
Le competenze in materia di difesa del suolo sono delegate dalla Campania all'Autorità di bacino interregionale del fiume Sele.

## Sport

### Impianti sportivi
- Campo di calcio San Giorgio[9].